# خدای چیزهای کوچک
خدای چیزهای کوچک (به انگلیسی: The God of Small Things) نخستین رمان ارونداتی روی، بانوی نویسندهٔ هندی در سال ۱۹۹۷ میلادی است که به زبان انگلیسی نوشته شده‌است. این کتاب در ایران، با پنج ترجمهٔ گوناگون از سوی  گیتا گرکانی، زهرا برناک، شیرین رایکا، گلریز قدسی و شیرین شریفیان توسط ناشرهای مختلف منتشر شده‌است.

## چکیده داستان
خدای چیزهای کوچک، داستان زندگی خواهر و برادر دوقلوی هندی با نام‌های «اِستا» و «راهِل» است که مرگ دختر خالهٔ نه ساله و یک عشق ممنوع، دنیای کودکی‌ی آنان را نابود می‌کند. از طرفی این کتاب سیری است در سرگذشت اندوهناک خانواده‌ای که هنجارشکنی می‌کند و در برابر قوانین سنتی قد علم می‌کند.